# República de Ragusa
La República de Ragusa (croat: Dubrovačka Republika) fou un estat que va existir amb aquest nom del 1403 al 1808. Estava centrat a la ciutat de Ragusa (avui Dubrovnik).

## Història
La ciutat fou fundada amb el nom de Ragusium vers el 614 amb grecs d'Epidaurum que escapaven de la invasió dels eslaus. El territori pertanyia a l'Imperi Romà d'Orient. La primera menció de la ciutat és del 667. Vers l'any 1000 el comú de Ragusa va reconèixer la sobirania de Venècia per uns 18 anys, però després va tornar a ser un territori autònom romà d'Orient. El 1080 s'incorporen al territòri les illes Elàfites. El 1081 el comú va signar un acord amb el duc normand d'Apúlia i va restar sota protecció dels normands durant quatre anys. Després va gaudir d'una independència de fet, a la que els romans d'Orient van posar fi el 1169. El 1172 els venecians van imposar el protectorat però fou de curta durada; el 1180 fou el regne de Sicília (dinastia normanda a Nàpols) la que va imposar el protectorat, que va durar fins al 1190. El 1194 fou de nou Venècia qui es va imposar, però només fins al 1201. El 1204, amb la conquesta de Constantinoble, els Venecians van imposar la sobirania que va durar fins al 1358, amb tres breus períodes (1207-1211, 1215-1217 i 1232-1235) de llibertat. El 1230 fou el dèspota de l'Epir el que va fer reconèixer la sobirania al comú, però només va durar dos anys. Durant el període de domini venecià es va establir el Senat (1252) i es va aprovar la Constitució o llei principal (9 de maig de 1272). Territorialment el comú va estendre el seu domini a l'illa de Mljet el 1345.
El Tractat de Zara de 1358 va transferir la sobirania al regne d'Hongria però mantenint el seu govern aristocràtic. Després de la captura d'alguns comerciants ragusans pels turcs, el 1392 el govern del Petit Consell va confiar al noble Teodor Gisla de Novo Brdo, els contactes amb els otomans; Teodor va anar a veure al sultà i es va aconseguir un salva conducte comercial el 20 de juny de 1396 i el 1397 el sultà Baiazet I va concedir als ragusans llibertat de comerç a l'imperi. El 1399 la Porta va enviar una ambaixada otomana a Ragusa dirigida per Kefalja Feriz Beg. El 1403 va prendre el nom de República de Ragusa, i si bé mai no va trencar formalment amb Hongria va esdevenir de fet independent. El 1430 Ragusa va enviar una ambaixada oficial a la cort d'Edirne i va rebre el primer privilegi comercial que es conserva (6 de desembre de 1430). El 1458, en plena expansió dels otomans, va reconèixer la sobirania del Sultà, que no va passar de ser nominal, fins que es va establir formalment per tractat amb fixació d'un petit tribut. L'elimanació de fronteres per la desaparició dels principats balcànics annexionats pels otomans van afavorir el seu comerç. Ragusa va tenir factories a Rudnik, Prizren, Novo Brdo, Pristina, Zvornik, Novibazar, Skopje i Sofia, i factories dependents d'aquestes a diversos llocs fins a la desembocadura del Danubi. En aquesta època, després de la conquesta de Sèrbia pels otomans, Ragusa va pagar a la Porta un tribut anual de mil ducats de plata, però el 1441, quan Jordi Brankovic va restablir la sobirania sèrbia, es va deixar de pagar fins que el despotat serbi va ser finalment annexionat pels turcs el 1459; llavors el tribut es va fixar en 1.500 ducats de plata que va anar augmentant. El 1482 era de 12.500 ducats i va arribar en algun moment a 15.000. A més els ambaixadors que anaven a la cort a pagar el tribut havien de fer regals pels camí: al sandjakbeg d'Hercegovina (amb seu a Sarajevo) i al beglerbeg de Rumèlia (amb seu a Sofia). El Papa Pau II va autoritzar el comerç dels ragusans amb els infidels turcs el 1468. El 1510 la república va obtenir un privilegi comercial del sultà d'Egipte Qànsawh al-Ghawrí.
El 1664 fou visitada per Evliya Çelebi. El 6 d'abril de 1667 un terratrèmol va destruir la ciutat i va matar a la meitat dels seus habitants, i ja no es va poder recuperar. En el terratrèmol va morir (de fet va desaparèixer) l'ambaixador holandès a la Portas G. Crook i el Kara Mustafa va exigir a Ragusa el pagament de 150.000 thalers en compensació. Tot i que lentament els edificis van ser reconstruïts i es va aixecar una nova catedral, l'economia local va quedar molt tocada per aquest fet i pel desplaçament de les rutes comercials. El 1669 va haver de cedir dos trossos del seu territori als otomans per rebre l'ajuda contra Venècia que la volia ocupar. El 1677 el gran visir otomà també li va exigir un pagament de 150.000 thalers i va empresonar a l'ambaixador ragusà a Turquia. El 20 d'agost de 1684 un tractat entre l'Imperi Otomà i Àustria va establir un protectorat conjunt. El 1695 el tribut, que estava endarrerit alguns anys, va haver de ser pagat amb un fort recàrrec. Durant la guerra entre Venècia i l'Imperi Otomà els venecians van ocupar alguns territoris a la frontera de Ragusa amb els ortomans. El 1699 la pau establerta al tractat de Karlowitz (26 de gener de 1699) va retornar els territoris ocupats pels venecians a Turquia, però els ragusans van saber conservar unes bandes de terra a la vora de la mar a Klek i a Sutorina, per no fer frontera amb els venecians; el tractat va oficialitzar el tribut als otomans, però a partir del 1703 aquest només fou pagat cada tres anys. Durant la guerra de 1714 a 1718 entre Venècia i l'Imperi Otomà els venecians van tornar a ocupar la zona frontera a Ragusa i Trebinje. El 1718, per la pau de Postxarewatz (Passarowitz), els territoris ocupats pels venecians foren retornats i Klek i Sutorina foren retornades a Ragusa, que fou reconeguda com a independent, però es va augmentar el tribut a la Porta otomana i des de llavors va haver de pagar 12.500 ducats anuals a la Porta (Turquia) i per fer-hi front els ragusans es van dedicar al cabotatge a les costes d'Espanya i Itàlia. El 1780 estava en guerra amb el Marroc.
El 24 d'agost de 1798, Ragusa, proclamada neutral, fou ocupada pels austríacs. El tractat de pau de Presburg el 26 de desembre de 1805 va obrir les portes de la ciutat a les forces napoleòniques sota el comandament del general Lauriston que hi va entrar el 15 de maig de 1806, i el general Auguste Marmont va abolir la república per decret el 31 de gener de 1808 i la va integrar al Regne d'Itàlia i a l'any següent a les Províncies Il·líriques (14 d'octubre de 1809) formant part del departament de Ragusa-Boques del Cattaro. El 15 d'abril de 1811 es va convertir en una intendència francesa (Intendència de Ragusa). A finals de 1813, assetjada pels anglesos que van ocupar les illes de Sipan, Lopud, Kolocep i Cavtat, la població local va formar un govern provisional republicà que va prendre tot el poder el 18 de gener de 1814 en retirar-se els francesos, però el 29 de gener de 1814 fou ocupada pels austríacs als que es va reconèixer la possessió dins a la província de Dalmàcia. Amb el Congrés de Viena el 1815 va ser assignada definitivament a l'Imperi Austríac i amb la monarquia dual austrohongaresa va ser part de Transletània o Hongria-Croàcia. En aquest temps es va construir la via fèrria (de via estreta) que la va unir a Mostar, Sarajevo i Belgrad.
Per la seva història moderna, vegeu Dubrovnik.

## Llista dels governants coneguts

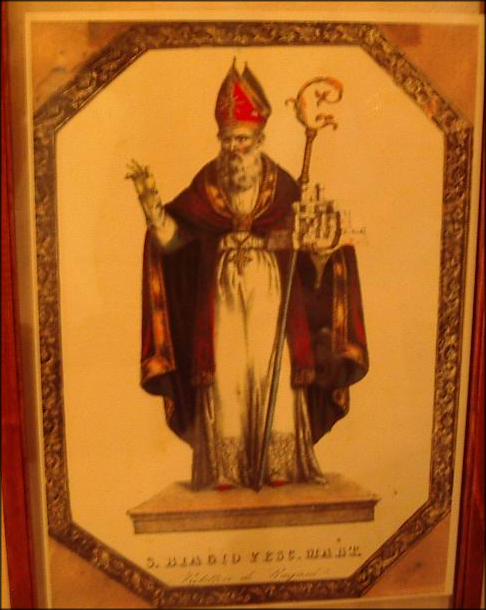
Sant Blai, emblema de Ragusa

### Governadors romans d'Orient
- 1023 Lampidius
- 1036 Gregor, prior (de Ragusa i Zara)
- 1042 Katakalon, strategos
- 1044 Petrus Slabba
- 1072 Vitale Ventrano
- 1114 Drago Gondola

### Governadors venecians
- 1124 Marco Dandola
- S. XII Cristiano Pontestorto
- S. XII Jacopo Dorsoduro
- ?- 1152 Pietro Molina
- 1152 - 1192 tres rectors que rotaven el càrrec cada any

### Vicecomes venecians
- 1172 - ? Rainier, comte de Zane
- ? - ?. Falcone
- ? - 1180 Trifon, comte de Cattaro

### Comes
- 1186 - 1190 Gervasius
- 1190 - 1194 Rectors anyals

### Governadors venecians
- 1196 - 1198 Marino Morosini
- 1204 - 1206 Lorenzo Quirini
- 1206 - 1207 Giovanni Dandola (primera vegada)
- 1211 - 1215 Giovanni Dandola (segona vegada)
- 1217 - 1221 Giovanni Dandola (tercera vegada)
- 1221 - 1223 Damiano *Guida
- 1223 Zellovello
- 1229 Giovanni Michieli
- 1230 Andrea Dauro
- 1230 Giovanni Dandola (quarta vegada)
- 1232 - 1232/33 Giovanni Dandola (cinquena vegada)
- 1235 Teodoro Croce i Petar Ballislav
- 1237 Giovanni Tiepolo
- 1239 Nicolo Tomistio i Andija Dobranc
- 1249 Nicolo Tonisto
- 1252 Marino Giorgi (Marsilio)
- c.1260 Marco Dandola
- 1262 Giovanni Tiepolo
- 1264 Tristano Pontestorto
- 1266 Marino Contarino
- 1268 Piero Tiepolo (primera vegada)
- 1270 Iacomo Dossodoro
- 1272 Marco Iustiniano (primera vegada)
- 1273 Marino Badoer
- 1275 Piero Tiepolo (segona vegada)
- 1277 Andrea Venier
- 1278 Marco Iustiniano (segona vegada)
- 1279 Marco Geno
- 1281 Niccolo Morosini (Mauriceni)
- 1281 Egidio Quirini
- 1283 Giovanni Giorgi
- 1284 Michele Morosini
- 1286 Niccolo Quirini
- 1291 Andrea Dandola
- 1292 Marino Badoer
- 1296 Marino Morosini
- 1298 Marino Geni
- 1299 Andrea Dauro (primera vegada)
- 1301 Marco Cornaro
- 1302 Iacopo Candalmir
- 1302 Marino Badoer
- 1305 Andrea Dauro (segona vegada)
- 1306 Benedetto Falliero
- 1308 Andrea Dauro (tercera vegada)
- 1309 Bartolommeo Gradenigo (primera vegada)
- 1311 Pietro Michieli
- 1311 Andrea Marcello
- 1312 Bartolommeo Gradenigo (segona vegada)
- 1314 Pietro Geni
- 1317 Paolo Morosini
- 1318 Ugolino Iustiniano (primera vegada)
- 1320 Bartolommeo Gradenigo (tercera vegada)
- 1322 Lodovico Morosini (primera vegada)
- 1325 Paolo Trevisano
- 1325 Ugolino Iustiniano (segona vegada)
- 1327 Biagio Geni
- 1328 Baldovino Delfin
- 1331 Lodovico Morosini (segona vegada)
- 1333 Niccolo Fallier
- 1334 Cristoforo Geni
- 1337 Iacopo Gradenigo
- 1339 Filippo Belegno
- 1342 Ugolino Iustiniano
- 1342 Giovanni Foscaro
- 1343 Leonardo Morosini (primera vegada)
- 1346 Marco Morosini
- 1346 Leonardo Morosini (segona vegada)
- 1346 Filippo Horio
- 1348 Filippo Bellegno
- 1348 Pietro Iustiniano
- c.1350 Niccolo Volpe
- 1354 Niccolo Barbarigo
- 1354 - 1358 Marco Soranzo (Superanzio)

### Ducs (Knez) i rectors
- 1370 - 1390 Marco de Bobali (tres vegades)
- 1403, 1417 Vittorio de Bobali
- segle XVI-XVII (7 vegades Nicolò Vito di Gozzi, Francesco Gundola Sigismondo Gundola, Matteo Gundola
- Segle xvii (5 vegades) Giovanni Bona
- Segle xvii (diverses vegades)Giovanni Bona, Jr.
- Segle XVIII (6 vegades) Luca Bona
- 180? - 31 gener 1808 Simone, conte de Giorgi (primera vegada)

### Governador francès
- 28 de maig de 1806 - Desembre de 1807, Jacques Alexandre de Lauriston, marqués de Lauriston (comandant fins al 12 de juliol de 1806)

### Duc de Ragusa
- 1809 - Desembre de 1813, Auguste Frédéric Louis Viesse de Marmont, duc de Ragusa, Governador de la Republica

### Rectors
- Desembre de 1813 - 18 de gener de 1814, Blasio, comte de Caboga
- 18 de gener de 1814 - 29 de gener de 1814 Simone, comte de Giorgi (segona vegada)